# كحلاء يونانية
الكحلاء اليونانية نوع نباتي يتبع جنس الكحلاء من الفصيلة الحمحمية.

## البيئة والانتشار
موطنها اليونان.

## الوصف النباتي
نبات عشبي أزهاره صفراء غامقة.